# San Agustín (Buenos Aires)
San Agustín es una localidad del partido de Balcarce, provincia de Buenos Aires, Argentina.

## Ubicación
Dista 25 km al sudoeste de la ciudad de Balcarce, cerca de las ciudades de Mar del Plata, Necochea y Miramar.

## Población
Cuenta con 498 habitantes (Indec, 2010), lo que representa un descenso del 7,6% frente a los 539 habitantes (Indec, 2001) del censo anterior.
| Gráfica de evolución demográfica de San Agustín entre 1991 y 2010 |
|                                                                   |
| Fuente: Censos nacionales del INDEC                               |

## Historia
San Agustín fue fundado el 26 de julio de 1909, Aunque antes de su fundación ya existían habitantes. 
Este pueblo y la estación de ferrocarril llevan el mismo nombre que uno de los cerros cercanos ubicado en el pueblo vecino de Los Pinos.
La localidad llegó a tener 5000 habitantes, en los años 60 debido a una epidemia en el cultivo de la papa, se produjo un éxodo de la población en busca de oportunidades, además con el cese de actividad de la Estación Ferrocarril, la población se disipa a las grandes urbes en mayor cantidad a la ciudad de Mar del Plata, en busca de trabajo.
En la localidad encuentra un monumento Histórico nacional, La Delegación municipal, Obra del Ingeniero y  Arquitecto Francisco Salamone, cuyo diseño conjuga el art déco con el estilo neo colonial. incluido en un plan de obras y modernización del Estado en los años 30.   
Otra de sus atracciones es el balneario natural, parque Idoyaga Molina propiedad de la Sociedad de Fomento y emplazado en un predio de 19 Hectáreas, al margen del Arroyo "La Malacara", que posee un pequeño dique que forma un lago. El parque lleva el nombre de quienes donaron las tierras para la fundación de la localidad. Uno de los precursores de la obra Fue Andrés Martínez, fundado en el año 1928. 
Martiniana Molina fue quien donó las tierras donde se fundaría el Pueblo, una de las calles lleva su nombre, (ex Roca).
La Fiesta local era "La Fiesta del Reencuentro y la Amistad" que hace algunos años por motivos económicos y organizacionales se dejó de hacer, esta festividad local tiene su origen el aquel éxodo de población que se produjo, y la cual era motivo de reencontrarse con familiares y amigos que habían emigrado del pueblo.    

El origen del nombre de la localidad hace referencia a un cerro cercano, en la localidad de Los Pinos, conocido por la extracción de cuarcita según el boletín 22 serie B de la dirección general de minas, geología e hidrología (1919).    

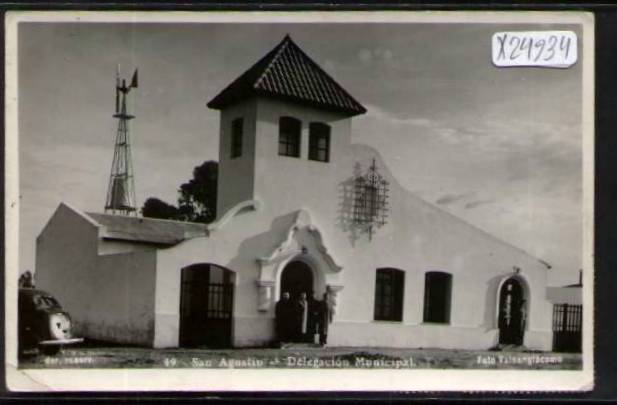
Delegación municipal antes de la modificación

## Instituciones
EP N.º 11 “Juan B. Alberdi”, ESS N.º 2 “René Favaloro”, jardín de infantes “Sagrada Familia”, Ep N.º 37 “Bomberos Voluntarios”, Club Atlético San Agustín, Club Sportivo Racing, Centro Cultural Y Recreativo “Germán Lips”, capilla “Sagrada Familia”, Grupo Rotario de San Agustín, Cuartel N.º 1 Bomberos Voluntarios San Agustín, Sociedad de Fomento San Agustín, Sala de Primeros Auxilios “Ever Potin”, Delegación municipal y puesto de vigilancia de policía.

## Parroquias en San Agustín
La parroquia Sagrada Familia se encuentra Frente a la plaza 9 de Julio.